# Sanny Åslund
John Sanny Åslund (Torsby, 29 agosto 1952) è un allenatore di calcio ed ex calciatore svedese, di ruolo attaccante.

## Biografia
Sanny Åslund è il padre dell'ex calciatore Martin Åslund.

## Palmarès

### Allenatore

#### Competizioni nazionali
- Coppa di Svezia: 1

IFK Norrköping: 1991